# Lijst van Stolpersteine in West Betuwe

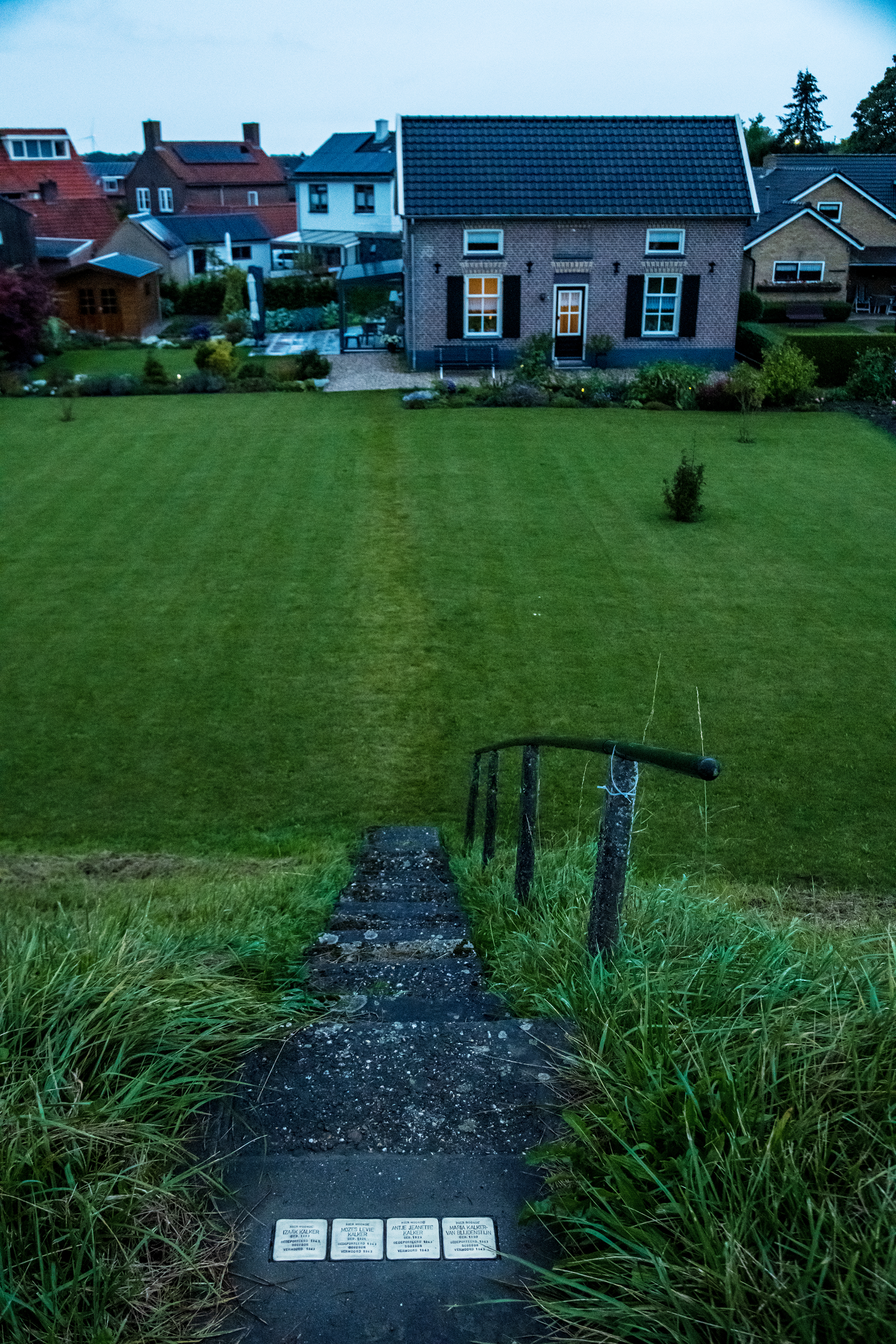
Stolpersteine voor familie Kalker in Ophemert

De lijst van Stolpersteine in West Betuwe geeft een overzicht van de gedenkstenen die in de gemeente West Betuwe in de Nederlandse provincie Gelderland zijn geplaatst in het kader van het Stolpersteine-project van de Duitse beeldhouwer-kunstenaar Gunter Demnig.
Stolpersteine zijn opgedragen aan slachtoffers van het nationaalsocialisme, al diegenen die zijn verdreven, gedeporteerd, vermoord, gedwongen te emigreren of zelfmoord te plegen door het nazi-regime. Demnig legt voor elk slachtoffer een aparte steen, meestal voor de laatste zelfgekozen woning.
Omdat het Stolpersteine-project doorloopt, kan deze lijst onvolledig zijn.

## Stolpersteine
In de gemeente West Betuwe liggen veertien Stolpersteine: twee in Beesd, zes in Herwijnen, vier in Ophemert en twee in Rumpt.

### Beesd
In Beesd liggen twee Stolpersteine op een adres.
| Afbeelding | Inscriptie                                                                                | Adres                     | Herdachte persoon              |
| ---------- | ----------------------------------------------------------------------------------------- | ------------------------- | ------------------------------ |
|            | IN BEESD WOONDE HENRI VAN STRATEN GEB. 1882 GEINTERNEERD WESTERBORK VERMOORD 13.1.1944    | Voorstraat 93 Kaart (OSM) | Henri van Straten (1882-1944)  |
|            | IN BEESD WOONDE SAMUEL VAN STRATEN GEB. 1862 GEDEPORTEERD 1943 VERMOORD 15.5.1943 SOBIBOR | Voorstraat 93 Kaart (OSM) | Samuel van Straten (1862-1943) |

### Herwijnen
In Herwijnen liggen zes Stolpersteine op twee adressen.
| Afbeelding | Inscriptie | Adres                      | Herdachte persoon                             |
| ---------- | --- | -------------------------- | --------------------------------------------- |
|            | HIER WOONDE BERNARD SALOMON VAN STRATEN GEB. 1881 GEDEPORTEERD 1943 UIT VUGHT VERMOORD 14.5.1943 SOBIBOR        | Molenstraat 10 Kaart (OSM) | Bernard Salomon van Straten (1881-1943)       |
|            | HIER WOONDE MANUËL VAN STRATEN GEB. 1930 GEDEPORTEERD 1943 UIT VUGHT VERMOORD 28.5.1943 SOBIBOR                 | Waaldijk 44 Kaart (OSM)    | Manuël van Straten (1930-1943)                |
|            | HIER WOONDE MANUËL VAN STRATEN GEB. 1913 GEDEPORTEERD 1943 UIT VUGHT VERMOORD 9.7.1943 SOBIBOR                  | Molenstraat 10 Kaart (OSM) | Manuël van Straten (1913-1943)                |
|            | HIER WOONDE MOZES VAN STRATEN GEB. 1891 GEDEPORTEERD 1943 UIT VUGHT VERMOORD 28.5.1943 SOBIBOR                  | Waaldijk 44 Kaart (OSM)    | Mozes van Straten (1891-1943)                 |
|            | HIER WOONDE JEANETTE VAN STRATEN- BLIJDENSTIJN GEB. 1892 GEDEPORTEERD 1943 UIT VUGHT VERMOORD 28.5.1943 SOBIBOR | Waaldijk 44 Kaart (OSM)    | Jeanette van Straten-Blijdenstijn (1892-1943) |
|            | HIER WOONDE SOPHIA VAN STRATEN -VAN DER SLUIS GEB. 1897 GEDEPORTEERD 1943 UIT VUGHT VERMOORD 14.5.1943 SOBIBOR  | Molenstraat 10 Kaart (OSM) | Sophia van Straten-van der Sluis (1897-1943)  |

### Ophemert
In Ophemert liggen vier Stolpersteine op een adres. Het initiatief werd genomen door Steines Kruiff die als zevenjarige jongen zag hoe de familie werd weggevoerd.
| Afbeelding | Inscriptie                                                                                   | Adres                       | Herdachte persoon                         |
| ---------- | -------------------------------------------------------------------------------------------- | --------------------------- | ----------------------------------------- |
|            | HIER WOONDE ANTJE JEANETTE KALKER GEB. 1929 GEDEPORTEERD 1943 SOBIBOR VERMOORD 1943          | Waalbandijk 15a Kaart (OSM) | Antje Jeanette Kalker (1929-1943)         |
|            | HIER WOONDE IZAÄK KALKER GEB. 1883 GEDEPORTEERD 1943 SOBIBOR VERMOORD 1943                   | Waalbandijk 15a Kaart (OSM) | Izaäk Kalker (1883-1943)                  |
|            | HIER WOONDE MOZES LEVIE KALKER GEB. 1926 GEDEPORTEERD 1943 SOBIBOR VERMOORD 1943             | Waalbandijk 15a Kaart (OSM) | Mozes Levie Kalker (1926-1943)            |
|            | HIER WOONDE MARIA KALKER- VAN BLIJDENSTIJN GEB. 1890 GEDEPORTEERD 1943 SOBIBOR VERMOORD 1943 | Waalbandijk 15a Kaart (OSM) | Maria Kalker-van Blijdenstijn (1890-1943) |

### Rumpt
In Rumpt liggen twee Stolpersteine op een adres.
| Afbeelding | Inscriptie                                                              | Adres                    | Herdachte persoon               |
| ---------- | ----------------------------------------------------------------------- | ------------------------ | ------------------------------- |
|            | HIER WOONDE CATHARINA ANDRIESSE GEB. 1886 VERMOORD 19-11-1943 AUSCHWITZ | Dorpsdijk 33 Kaart (OSM) | Catharina Andriesse (1886-1943) |
|            | HIER WOONDE LOUIS VAN STRATEN GEB. 1881 VERMOORD 19-11-1943 AUSCHWITZ   | Dorpsdijk 33 Kaart (OSM) | Louis van Straten (1881-1943)   |

## Data van plaatsingen
- 6 augustus 2010: Ophemert, vier Stolpersteine op Waalbandijk 15a
- 4 oktober 2013: Herwijnen, zes Stolpersteine op Molenstraat 10, Waaldijk 44
- 11 augustus 2017: Beesd, twee Stolpersteine op Voorstraat 93
- 8 mei 2025: Rumpt, twee Stolpersteine op Dorpsdijk 33